# Drobnoporek sproszkowany

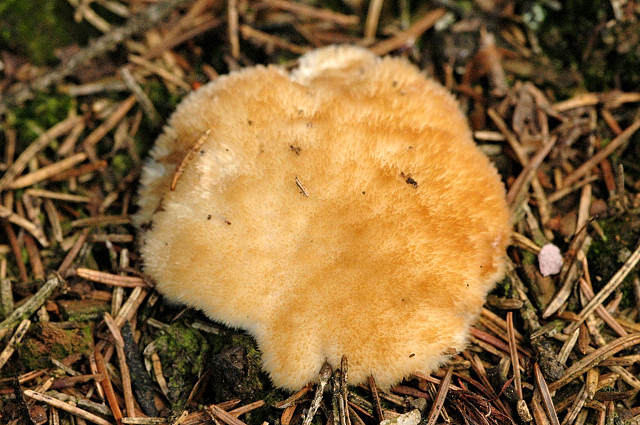
Starszy okaz

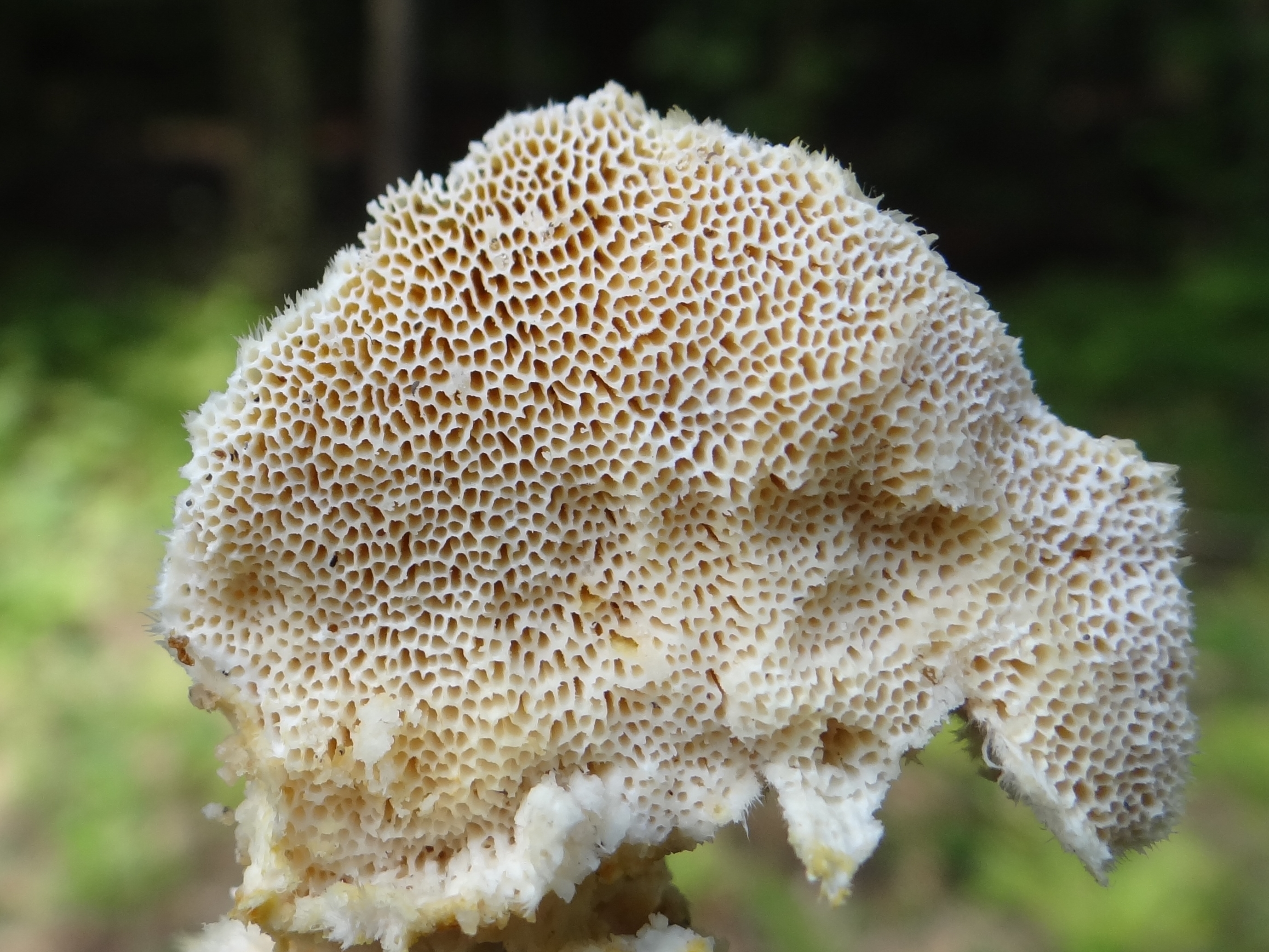
Hymenofor

Drobnoporek sproszkowany (Postia ptychogaster (F. Ludw.) Vesterh.) – gatunek grzybów z rodziny Dacryobolaceae.

## Systematyka i nazewnictwo
Pozycja w klasyfikacji: Postia, Dacryobolaceae, Polyporales, Incertae sedis, Agaricomycetes, Agaricomycotina, Basidiomycota, Fungi.
Po raz pierwszy opisany został w 1880 r. przez F. Ludwiga jako Polyporus ptychogaster, obecną nazwę nadał mu Jan Vesterholt w 1996 r.
Synonimów łacińskich ma kilkanaście. Niektóre z nich:
- Oligoporus ptychogaster (F. Ludw.) Falck & O. Falck 1880
- Polyporus ptychogaster F. Ludw. 1880[2].

Nazwę polską zaproponował Władysław Wojewoda w 2003 r. (dla synonimu Oligoporus ptychogaster). W polskim piśmiennictwie mykologicznym gatunek ten opisywany był także przez Stanisława Domańskiego pod nazwą białak ptychogasteralny.

## Morfologia
Owocnik
Jednoroczny. Do podłoża przyrasta bokiem. Owocniki wyrastają pojedynczo lub w nielicznych skupiskach. Pojedynczy ma średnicę do 10 cm, kształt poduszeczkowaty lub półkolisty. Powierzchnia włochata, u młodych owocników biała, u starszych brązowiejąca.
Hymenofor
Rurkowaty, powstaje w dolnej części owocnika, rzadko i późno, rozpada się natomiast szybko, wskutek czego jest dość trudny do obserwacji, Rurki są kruche i krótkie, ich pory są porozrywane, na jednym mm mieści się ich 2–4.
Miąższ
U młodych owocników soczysty, tylko przy nasadzie twardszy. Składa się z ułożonych promieniście włókienek przedzielonych jamkami, które wypełnione są chlamydosporami. Jest koncentrycznie strefowany.
Zarodniki
Chlamydospory są jajowato-elipsoidalne i grubościenne o rozmiarach 4,7 × 3,4–4,5 μm. Bazydiospory są elipsoidalne, zakończone skośnym dzióbkiem, gładkie, bezbarwne i zazwyczaj z kroplą. Mają rozmiar 4–5,5 × 2,5–3,5 μm.

## Występowanie i siedlisko
Występuje w Europie, Rosji oraz w prowincji Quebec w Kanadzie. W Polsce znajduje się na Czerwonej liście roślin i grzybów Polski. Ma status R – potencjalnie zagrożony z powodu ograniczonego zasięgu geograficznego i małych obszarów siedliskowych, jednak według innych źródeł jest raczej pospolity.
Rośnie w lasach mieszanych, przede wszystkim na drzewach iglastych, szczególnie na sośnie i świerku, notowano go też na modrzewiu Larix kaempferi. Na drzewach liściastych występuje rzadziej.
Grzyb niejadalny. Jest saprotrofem rozwijającym się na martwym drewnie i powodującym brunatną zgniliznę drewna.

## Gatunki podobne
- drobnoporek gorzki (Postia stiptica) nie ma tak włochatej powierzchni i jest w smaku gorzki[4],
- podobne, włochate owocniki formy niedoskonałej występują też u innych gatunków z rodzajów Postia i Tyromyces, ale rzadko i są mniejsze[4].